# Lenton (Lincolnshire)
Lenton – osada w Anglii, w hrabstwie Lincolnshire, w dystrykcie South Kesteven. Leży 42 km na południe od Lincoln i 152 km na północ od Londynu.